# Manuel Corte-Real, Senhor da Terra Nova
Manuel Corte-Real (Angra, c. 1510 — Lisboa, 1578) foi o 3.º capitão do donatário nas capitanias de Angra (ilha Terceira) e da ilha de São Jorge, cargos que exerceu de 1537 até falecer. Pertencente à família Corte-Real, uma família fidalga de navegadores, em rápida ascensão social, com sucessivos casamentos com membros da melhor aristocracia do reino, fez parte da primeira geração de capitães que passou a viver em Lisboa, deixando as capitanias entregues aos cuidados dos seus ouvidores.

## Biografia
Manuel Corte-Real nasceu na então vila de Angra, filho de Vasco Anes Corte-Real, o segundo do nome, ao tempo capitão do donatário em Angra e na ilha de São Jorge, e de sua esposa Joana da Silva.
Ainda criança, por carta régia de 20 de abril de 1518, recebeu em doação a saboaria branca e preta das ilhas Terceira e São Jorge, que haviam ficado vagas pelo falecimento de seu irmão Cristóvão Corte-Real. Por carta de 21 de abril de 1520, confirmada por outra de 4 de setembro de 1522, teve uma mercê de 10$000 réis cada ano. A 2 de abril de 1527 foram-lhe doados todos os bens pertencentes a Pedro de Góis da Silva, condenado à morte por ter assassinado a esposa, D. Iria Corte-Real, tia de manuel Corte-Real, nas casas do capitão do donatário, em Angra.
Era cavaleiro fidalgo da casa de D. João III com 2$400 réis de moradia e fidalgo de cota de armas por carta de 10 de março de 1544 com o escudo pleno de Corte-Real que fora concedido a seu pai. Foi do Conselho do rei D. João III, de quem era, diz Gaspar Frutuoso, muito privado, residindo permanentemente na corte de Lisboa.
Como primogénito, sucedeu a seu pai, Vasco Anes Corte Real, nas capitanias de Angra e de São Jorge por carta régia de 3 de agosto de 1538 quando já se encontrava desde 1534 instalada a Diocese de Angra, localidade que entretanto, naquele mesmo ano, fora elevada a cidade.
Em 1576 foi o primeiro alcaide-mor da Fortaleza de São Sebastião de Angra, ao tempo recém construída, cargo para o qual foi confirmado por carta régia de 25 de outubro de 1576, na qual o rei D. Sebastião afirma que aquele castelo «se ora por meu mandato se faz na dita cidade para defensão do porto della [...] para que a dita alcaidaria-mor ande juntamente com a dita capitania no sucessor della».
Foi como seus antecessores senhor da Terra Nova, confirmado por cartas de 6 de agosto de 1538 e de 12 de julho de 1574, tendo pretendido ter a posse efectiva dessas paragens, pelo que em 1567 preparou três navios com gente da ilha Terceira para a povoarem. O projecto terá contudo tido insucesso, não se conhecendo as causas.
Foi o 1.º administrador do morgado de Vale da Palma, em Évora, património que passou para o seu filho, o humanista e poeta Jerónimo Corte-Real. Nas capitanias de Angra e da ilha de São Jorge foi sucedido por seu filho Vasco Anes Corte Real, o terceiro deste nome.

## Família
Casou com a espanhola D. Beatriz de Mendoza, filha de Iñigo López de Mendoza e de Maria Bazán, dama da rainha D. Catarina, filha do 2.º visconde de Palacios de Valduerna. Associava assim na sua ascendência a família Corte-Real às ilustres famílias espanholas de Mendoza e de Bazán. O casal teve os seguintes filhos:
1. Vasco Anes Corte-Real (III)  (1530 - 1581), o terceiro do nome. Casou com D. Catarina da Silva e foi o 4.º capitão do donatário em Angra e na ilha de São Jorge.
2. João Vaz Corte-Real, o segundo deste nome, que sendo solteiro, «o matou por desastre um criado de seu pai».[2][13]
3. Jerónimo Corte-Real, humanista e poeta.
4. Filipa de Mendonça (1540 -?) casou com João Nunes da Cunha.
5. Maria de Mendonça (1530 -?), casou por três vezes, a primeira com D. Manuel de Lima, capitão de Baçaim e Ormuz, a segunda com D. Francisco de Faro, 4.º senhor de Vimieiro e a terceira com João Gomes da Silva, alcaide-mor de Seia.
6. Margarida de Mendonça Côrte-Real (c. 1530 -?), senhora do morgado da herdade de Vale da Palma, casou com D. Manuel de Portugal, comendador de Vimioso.
7. Beatriz de Mendonça (c. 1540 -?), casou com D. João Telo de Menezes, comendador de Santa Maria de Ancede.
8. Joana, freira no Convento da Esperança de Lisboa.
9. Violante, freira no Convento da Esperança de Lisboa.
10. Isabel, freira no Convento de Santa Mónica de Évora.
11. Inês, freira no Convento de Santa Mónica de Évora.
12. Antónia, freira em Estremoz.